# Vermiliopsis striaticeps
Vermiliopsis striaticeps är en ringmaskart som först beskrevs av Grube 1862.  Vermiliopsis striaticeps ingår i släktet Vermiliopsis och familjen Serpulidae. Arten har ej påträffats i Sverige. Inga underarter finns listade i Catalogue of Life.